# Mayisyan
Pour l’article homonyme, voir Mayisyan (Armavir).
Mayisyan (en arménien Մայիսյան) est une communauté rurale du marz de Shirak en Arménie. En 2008, elle compte 2 010 habitants.